# گلوگوواس
گلوگوواس (به صربی: Глоговац) شهری در منطقه پریشتینا کشور کوزوو است که در سرشماری سال ۲۰۱۱ میلادی، ۵۸٬۵۷۹ نفر جمعیت داشته‌است.